# Brenda Russell
Brenda Russell (Brooklyn, 1949. április 8. –) amerikai zongorista, énekesnő, dalszerző. Ötször jelölték Grammy-díjra, egyszer Tony-díjra.

| Brenda Russell                            | Brenda Russell                            |
| Kattints az alábbi külső linkek egyikére! | Kattints az alábbi külső linkek egyikére! |
| ----------------------------------------- | ----------------------------------------- |
| Nem található szabad kép.(?)              |                                           |
| külső link · jogvédett                    | Brenda Russell                            |

## Pályafutása
Zenész családban született. Édesanyja énekes-dalszerző, édesapja a Tinta Spots együttes tagja volt. Gyerekkorában a család Kanadába költözött. A M. M. Robinson High School isakolába járt. Tinédzserként kezdett helyi zenekarokkal énekelni.
Vokálozott Neil Sedaka majd Elton John mellett. Első önálló lemeze 1979-ben jelent meg az A&M Records kiadásában.

## Stúdióalbumok
- Brenda Russell (1979)
- Love Life (1981)
- Two Eyes (1983)
- Get Here (1988)
- Kiss Me with the Wind (1990)
- Soul Talkin (1993)
- Paris Rain (2000)
- Between the Sun and the Moon (2004)

## Dalainak előadói
- Oleta Adams
- Herb Alpert
- Patti Austin
- Babyface
- Regina Belle
- Peabo Bryson
- Solomon Burke
- Alex Bugnon
- Paul Carrack
- Ray Charles
- Joe Cocker
- Rita Coolidge
- Will Downing
- Earth, Wind & Fire
- Roberta Flack
- Michael Franks
- Don Grusin
- Lalah Hathaway
- Al Jarreau
- Chaka Khan
- Dave Koz
- Patti Labelle
- Ramsey Lewis
- Ivan Lins
- Lynyrd Skynyrd
- Johnny Mathis
- Marcus Miller
- Sam Moore
- Ann Murray
- Phil Perry
- Anita Pointer
- Diana Ross
- Rufus
- Patrice Rushen
- Marilyn Scott
- Sting
- Donna Summer
- Ruben Studdard
- Tina Turner
- Luther Vandross
- Dionne Warwick
- Sadao Watanabe
- Kirk Whalum
- Nancy Wilson
- Stevie Wonder
- Yellowjackets